# Trypauchenichthys larsonae
A Trypauchenichthys larsonae a csontos halak (Osteichthyes) főosztályának a sugarasúszójú halak (Actinopterygii) osztályába, ezen belül a sügéralakúak (Perciformes) rendjébe, a gébfélék (Gobiidae) családjába és az Amblyopinae alcsaládjába tartozó faj.

## Előfordulása
A Trypauchenichthys larsonae előfordulási területe a Csendes-óceán nyugati részén, Ausztrália közelében van.

## Megjelenése
A hím legfeljebb 12,5 centiméter, míg a nőstény 14,3 centiméter hosszú.

## Életmódja
A Trypauchenichthys larsonae trópusi, mélytengeri gébféle. 1-41 méteres mélységekben található meg.